# Marcial Maciel

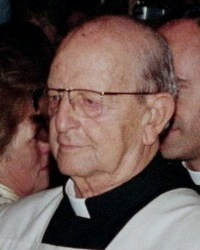
Marcial Maciel (Ende 2004)

Marcial Maciel Degollado (* 10. März 1920 in Cotija de la Paz, Michoacán, Mexiko; † 30. Januar 2008 in Jacksonville (Florida), Vereinigte Staaten) war ein mexikanischer römisch-katholischer Priester. Er gründete die Kongregation der Legionäre Christi und die Laienbewegung Regnum Christi. Maciel hat mindestens 60 Kinder und Jugendliche sexuell missbraucht.

## Leben

### Ausbildung zum Priester
Nach der offiziellen Biografie entschied sich Marcial Maciel 1934, Priester zu werden. Im Jahr 1936 trat er in das Kleine Seminar der Diözese Veracruz ein, das damals illegal in Mexiko-Stadt war, geleitet von seinem Onkel Rafael Guizar y Valencia, Bischof von Veracruz, der im Jahr 2006 von Papst Benedikt XVI. heiliggesprochen wurde. Im Juni desselben Jahres soll Maciel den Ruf, einen neuen religiösen Orden zu gründen, erhalten haben. Nach dem Tod seines Onkels war der Student aus dem Seminar auf eigene Veranlassung entlassen worden. Er ging dann in die Diözese von Chihuahua, wo ein anderer Onkel, Antonio Guizar y Valencia, Bischof war. Als Seminarist aus der Diözese Chihuahua wurde er zum interdiözesanen Priesterseminar von Montezuma (New Mexico), das durch Jesuiten geleitet wurde, zugelassen.
Im Jahr 1939 wurde Maciel auch seitens der Diözese Chihuahua aus dem Priesterseminar ausgeschlossen. Er wandte sich an einen anderen Onkel, Francisco Gonzalez Arias, Bischof von Cuernavaca. So konnte er seine Studien in Montezuma als Seminarist dieser Diözese fortsetzen, wurde aber 1940 von den Jesuiten wiederum entlassen. Maciel behauptete immer, diese Entlassungen seien wegen seiner „gottgewollten“ Versuche geschehen, zusammen mit einigen Seminaristen eine neue Ordensgemeinschaft zu gründen, was aber von den Vorgesetzten missbilligt wurde. Andere Biografen haben stattdessen homosexuelle Tendenzen als Grund genannt, die die Vorgesetzten entdeckt haben.

### Legionäre Christi und Regnum Christi
1941 gründete Maciel in Mexiko-Stadt die Kongregation der Legionäre Christi. Laut Berichten von Opfern begann er in dieser Zeit auch Jungen sexuell zu missbrauchen. Maciel wurde außerdem morphinabhängig; später mussten Vertraute mit gefälschten Rezepten Dolantin und andere Medikamente für ihn beschaffen. Schon kurz darauf lagen 1943 dem Vatikan erste Dokumente über sexuellen Missbrauch durch Maciel vor. 1944 empfing er in der Basilika Unserer Lieben Frau von Guadalupe in Mexiko-Stadt die Priesterweihe durch seinen Onkel Francisco Gonzalez Arias. Maciel erlangte schon bald Anerkennung und Bestätigung durch Bischöfe und die jeweiligen Päpste. Bereits 1946 wurde er von Papst Pius XII. in Audienz empfangen. Im selben Jahr unternahm der Rektor der Päpstlichen Universität Comillas im spanischen Santander, der Jesuit Francisco Baeza, eine Reise nach Lateinamerika, um jungen Seminaristen Stipendien anzubieten. Dank seiner Freundschaft mit Alberto Martín-Artajo, dem Außenminister des Franco-Regimes, wurde Maciel durch Baeza in die Lage versetzt, erste Seminaristen in Spanien auszubilden. Aber schon 1948 schickten die spanischen Jesuiten aus unbekannten Gründen Maciel und seine Seminaristen aus Comillas weg.
1948 erhielt Maciel durch den neu ernannten Bischof von Cuernavaca, Alfonso Espino y Silva, die kanonische Approbation für seine Kongregation nach diözesanem Recht. In den frühen 1950er Jahren erreichten Informationen über seinen Drogenkonsum den heiligen Stuhl, der deshalb Maciel 1956 von der Leitung der Legionäre Christi suspendierte. 1957 führten die Legionäre Christi, zwei Sondergelübde ein, die jedes Mitglied leisten musste: Im „Gelübde der Nächstenliebe“ verpflichteten sie sich, jede Kritik an den Oberen zu unterlassen und ihren Oberen über Verstöße anderer gegen dieses Verbot zu informieren. Im „Gelübde der Demut“ versprachen sie, niemals für sich oder andere Amtswürden anzustreben. Nach dem Tod von Pius XII. wurde Maciel unter Johannes XXIII. 1959 wieder als Generaloberer der Legionäre Christi eingesetzt. Im selben Jahr gründete er seine katholische Laienbewegung Regnum Christi. Maciel unternahm weltweit viele Reisen, um die Bewegung zu fördern. Sein Orden schuf in Rom mehrere Institute, Priesterausbildungszentren und eine Universität, das Päpstliche Athenaeum Regina Apostolorum. Unter anderem mit Hilfe von Privatschulen und -universitäten gelang es Maciel Zugang zu den reichsten Familien Mexikos zu bekommen und dadurch sehr hohe Summen an Spenden zu erhalten. Dieses Geld nutzte Maciel Kardinälen hohe Geldgeschenke zukommen zu lassen, wodurch er gute Freunde im Vatikan gewann, allen voran Kardinal Angelo Sodano. 1976 lernte er eine Frau kennen, mit der er eine Affäre begann und mehrere Söhne zeugte, die er später sexuell missbrauchte. 1986 hat er eine Tochter mit einer anderen Frau. 1976 übergab Juan Vaca persönlich einen Brief an Maciel, warum er die Kongregation verlasse, mit den Namen von 20 Opfern. Eine Kopie davon übergab er 1978 an John R. McGann, damals Bischof des Bistums Rockville Centre, wo Vaca Priester war. Diese wurde mit einem bekräftigenden Schreiben des Opfers Felix Alarcon und anderen Dokumenten an den Vatikan gesandt, der sie erhielt und eine Fallnummer zurückschickte. Als Vaca 1989 den Priesterstand verließ, schrieb er einen Brief an den Papst, wo er den Missbrauch nochmals erwähnte. Es gab keine erkennbaren Reaktionen dazu. Papst Johannes Paul II. förderte Maciel und seine Kongregation und lobte sie öffentlich. Maciel begleitete Papst Johannes Paul II. auf den ersten drei seiner fünf Mexikoreisen 1979, 1990 und 1993. 1994 lobte Johannes Paul II. Maciel öffentlich als „wirkungsvollen Führer für die Jugend“.
Als Reaktion auf das Lob des Papstes erklärten 1997 neun ehemalige Seminaristen (einer indirekt durch eine zwei Jahre zuvor am Totenbett diktierte Stellungnahme), von Maciel in den 1940er, 1950er und 1960er Jahren sexuell missbraucht worden zu sein. Einige von ihnen sagten, ihre sexuelle Beziehung zu Maciel sei langfristig gewesen. In anderen Fällen kam es nur zu einer einmaligen sexuellen Handlung oder zu wenigen sexuellen Kontakten. Die am häufigsten berichtete Form des Missbrauchs war „gegenseitiges Masturbieren“. Ein Betroffener berichtete, er sei „sehr klein und sehr jung“ gewesen, als Maciel ihn sexuell ausbeutete. In zwei Fällen begann der Missbrauch im Alter von 16 Jahren. Bei einem weiteren Betroffenen begann er im Alter von 12 Jahren und dauerte dann „ein Dutzend Jahre“ an. Die Zeugen berichteten, Maciel habe bis zu den frühen 1960er Jahren mindestens 30 Jungen missbraucht. Diese sollen durch Schweigegelübde zur Geheimhaltung verpflichtet worden sein. Die Stellungnahme der Kongregation wies alle Vorwürfe zurück und bezeichnete Maciel als Opfer einer Verschwörung durch Männer mit persönlichen Fehden gegen ihn. Die für den Orden arbeitende Anwaltskanzlei legte Erklärungen von vier Laien vor, in denen die Opfer beschuldigt werden, versucht zu haben, die Laien für falsche Anschuldigungen anzuwerben. Eine zehnte Person hatte ihre Anschuldigungen zurückgezogen. Zwei dieser Missbrauchsopfer bekamen 1998 die Gelegenheit vor einen Mitarbeiter der Glaubenskongregation auszusagen. Kurze Zeit später konnte Bischof Carlos Talavera Ramírez den Fall direkt dem damaligen Präfekt der Glaubenskongregation Kardinal Joseph Ratzinger vortragen. Laut Bischof Talavera entschied sich Kardinal Ratzinger jedoch kein offizielles Verfahren zu eröffnen. Anderen Darstellungen nach eröffnete Kardinal Ratzinger Untersuchungen, die er dann unter Druck von Kardinal Sodano wieder einstellte. Stattdessen vertraute Johannes Paul II. 2004 Maciel in einer Zeremonie die Leitung des Notre Dame Centre in Jerusalem an und gratulierte ihm am 30. November 2004 zu seinem 60. Priesterjubiläum. Dabei dankte er dem Mexikaner für „einen von den Gaben des Heiligen Geistes erfüllten priesterlichen Dienst“. Kurz vor dem Tod Johannes Pauls II. entschied sich Kardinal Ratzinger im Januar 2005 doch eine offizielle Untersuchung zu eröffnen, nachdem dem Vatikan neue Vorwürfe bekannt geworden waren. Das Verfahren leitete der Chefankläger der Glaubenskongregation, Charles Scicluna. Er führte in Mexiko Befragungen von ca. 20 Personen durch, darunter einige Opfer Maciels.
Im Januar 2005 zog sich Maciel von der Leitung der Kongregation zurück, vorgeblich wegen seines hohen Alters. Álvaro Corcuera wurde der neue Generalobere der Legionäre Christi. Am 19. Mai 2006 wurde das Verfahren gegen ihn von der Glaubenskongregation eingestellt, mit Verweis auf Maciels angegriffene Gesundheit. Sie forderte Maciel dazu auf, sich zu einem Leben in Buße und Gebet aus der Öffentlichkeit zurückzuziehen. Ratzinger, der inzwischen zu Papst Benedikt XVI. wurde, hatte diese Entscheidung approbiert. Laut Christoph Röhl „lebte [Maciel] den Rest seines Lebens, umgeben von seinen treuen Dienern, im Luxus“. Maciel starb am 30. Januar 2008 in Jacksonville, Florida, im Alter von 87 Jahren. Er wurde in seinem Geburtsort Cotija beerdigt. Kein Vertreter des Vatikans nahm an Maciels Beerdigung teil.

## Aufarbeitung nach seinem Tod

### Legionäre Christi
Am 30. April 2010 berichteten fünf Bischöfe – die Erzbischöfe Charles Chaput (Denver), Ricardo Ezzati (Erzbistum Concepción), Ricardo Blázquez (Valladolid) und die Bischöfe Ricardo Watty Urquidi (Tepic) und Giuseppe Versaldi (Alessandria) – in Rom über die Ergebnisse der von ihnen durchgeführten Apostolischen Visitation der Legionäre Christi. Am 1. Mai 2010 veröffentlichte der Vatikan eine Erklärung des Papstes. Darin heißt es: „Das sehr schwerwiegende und objektiv unmoralische Verhalten von Pater Maciel, das durch unbestreitbare Zeugenaussagen belegt ist, äußert sich bisweilen in Gestalt von wirklichen Straftaten und offenbart ein gewissenloses Leben ohne echte religiöse Gesinnung.“ Der Papst fügte hinzu, „der Großteil der Legionäre“ habe von diesem Leben nichts gewusst, „vor allem aufgrund des von Pater Maciel aufgebauten Beziehungssystems, der es geschickt verstand, sich Alibis zu verschaffen und bei den Personen seiner Umgebung Vertrauen, Vertraulichkeit und Stillschweigen zu erreichen und die eigene Rolle als charismatischer Gründer zu stärken“.

#### Verehrung von Maciel
Im Dezember 2010 gaben die Legionäre Christi bekannt, dass die Verehrung ihres Gründers in ihren Einrichtungen beendet werden solle. In den Niederlassungen wurden Fotografien Maciels nun nicht mehr geduldet, seine Schriften nicht mehr verkauft. Geburtstag, Taufe, Namenstag und Priesterweihe Maciels waren keine Festtage mehr. In Veröffentlichungen des Ordens sollte er „Pater Maciel“ genannt oder als „Gründer der Legionäre Christi und des Regnum Christi“ umschrieben werden, eine besondere Ehrerbietung für ihn sollte nicht mehr ausgedrückt werden.

#### Sexueller Missbrauch
Seit 2010 geben die Legionäre Christi öffentlich zu, dass Maciel minderjährige Seminaristen an den Apostolischen Schulen des Ordens sexuell missbraucht hat. Zudem soll er ihnen in der Beichte die Absolution für gemeinsam begangene sexuelle Handlungen erteilt haben, laut Codex Iuris Canonici eine Handlung, die mit Exkommunikation zu bestrafen ist.
Laut einer im Dezember 2019 veröffentlichten internen Untersuchung des Ordens hat Maciel mindestens 60 Kinder und Jugendliche missbraucht. Insgesamt wurden den Legionären Christi nach eigenen Angaben 27 Priester in ihren Reihen als Missbrauchstäter und 170 Missbrauchsopfer bekannt (Stand März 2021).

#### Geliebte und Kinder
Anfang Februar 2009, ein Jahr nach Maciels Tod, wurde bekannt, dass er ein Verhältnis zu einer Frau hatte und Vater einer Tochter war. Die Vaterschaft mehrerer Kinder wurde mittlerweile als zutreffend bestätigt. Die Legionäre Christi veröffentlichten eine entsprechende Presseerklärung, in der sie feststellten, dass Maciel seit den 1970er Jahren ein geheimes Doppelleben führte und Beziehungen zu zwei Frauen unterhielt, aus denen mehrere Kinder hervorgingen.
Ein leiblicher Sohn Maciels erhob 2010 gegen seinen Vater den Vorwurf des inzestuösen sexuellen Kindesmissbrauchs. Die erste Missbrauchshandlung soll ein Vergewaltigungsversuch im Alter von 7 Jahren gewesen sein. Sein Halbbruder, ein Adoptivsohn Maciels aus einer früheren Beziehung der Mutter, erhob gegen Maciel ebenfalls den Vorwurf des sexuellen Missbrauchs.

#### Plagiat
Im Dezember 2009 stellte sich Maciels Buch El salterio de mis días (Psalter meiner Tage), das in der Geschichte der Legionäre eine wichtige Rolle gespielt hatte, als Plagiat heraus. Zuvor hatte es geheißen, Maciel habe es während einer Krise in den Jahren 1956 bis 1959 geschrieben, als gegen ihn Untersuchungen von Seiten des Heiligen Stuhls wegen schwerwiegender moralischer Vorwürfe angestrengt wurden. Die Legionäre Christi bestätigten, dass es sich um ein Plagiat des Buches El salterio de mis horas (Psalter meiner Stunden) von Luis Lucia handele, von dem sich in Maciels Buch Inhalt und Stil zu 80 Prozent wiederfänden. Das Original von Lucia war 1956 in Valencia aufgelegt worden.

### Johannes Paul II.
Maciels nahe und freundschaftliche Beziehung zu Papst Johannes Paul II. führte zum Stocken des Seligsprechungsprozesses dieses Papstes im Jahr 2010, wie Berichte der internationalen Presse darlegten, da Papst Johannes Paul II. den Ordensmann noch gelobt und gefördert habe, als dessen sexuelle Übergriffe auf Kinder und Jugendliche im Vatikan bereits öffentlich bekannt waren. Dennoch sprach Papst Benedikt XVI. am 1. Mai 2011 Johannes Paul II. selig; am 27. April 2014 sprach Papst Franziskus ihn auch heilig.

### Benedikt XVI.
In einem Gespräch, das im November 2010 als Buch mit dem Titel Licht der Welt veröffentlicht wurde, räumte Benedikt XVI. ein, die Verantwortlichen im Vatikan hätten „leider nur sehr langsam und verspätet“ auf den Missbrauchs-Skandal um Maciel reagiert. Er sagte, erst ab 2000 hätte es „konkrete Anhaltspunkte“ gegeben, die ein Vorgehen gegen Maciel möglich machten. Vorher habe man nicht sicher sein können, ob die Vorwürfe gegen Maciel zutrafen.

### Angelo Sodano
Der langjährige Nutznießer von Geld und Gefälligkeiten durch Maciel, Kardinal Sodano, trat im September 2006 als Kardinalstaatssekretär zurück, bekleidete jedoch sowohl unter Papst Benedikt XVI. als auch dessen Nachfolger Papst Franziskus das Amt des gewählten Kardinaldekans.

## Schriften
- Mi vida es Cristo. Planeta Testimonio, 2003. (Ein Gespräch zwischen Jesús Colina und Marcial Maciel, spanische Ausgabe.)
  - Deutsch: Christus ist mein Leben. Edizioni ART, Rom 2005, ISBN 88-7879-011-7, ISBN 3-939977-02-0.
- Priester für das Dritte Jahrtausend und ihre ganzheitliche Ausbildung. Edizioni ART, Rom 2005, ISBN 88-7879-010-9, ISBN 3-939977-01-2.